# Chris van der Klaauw

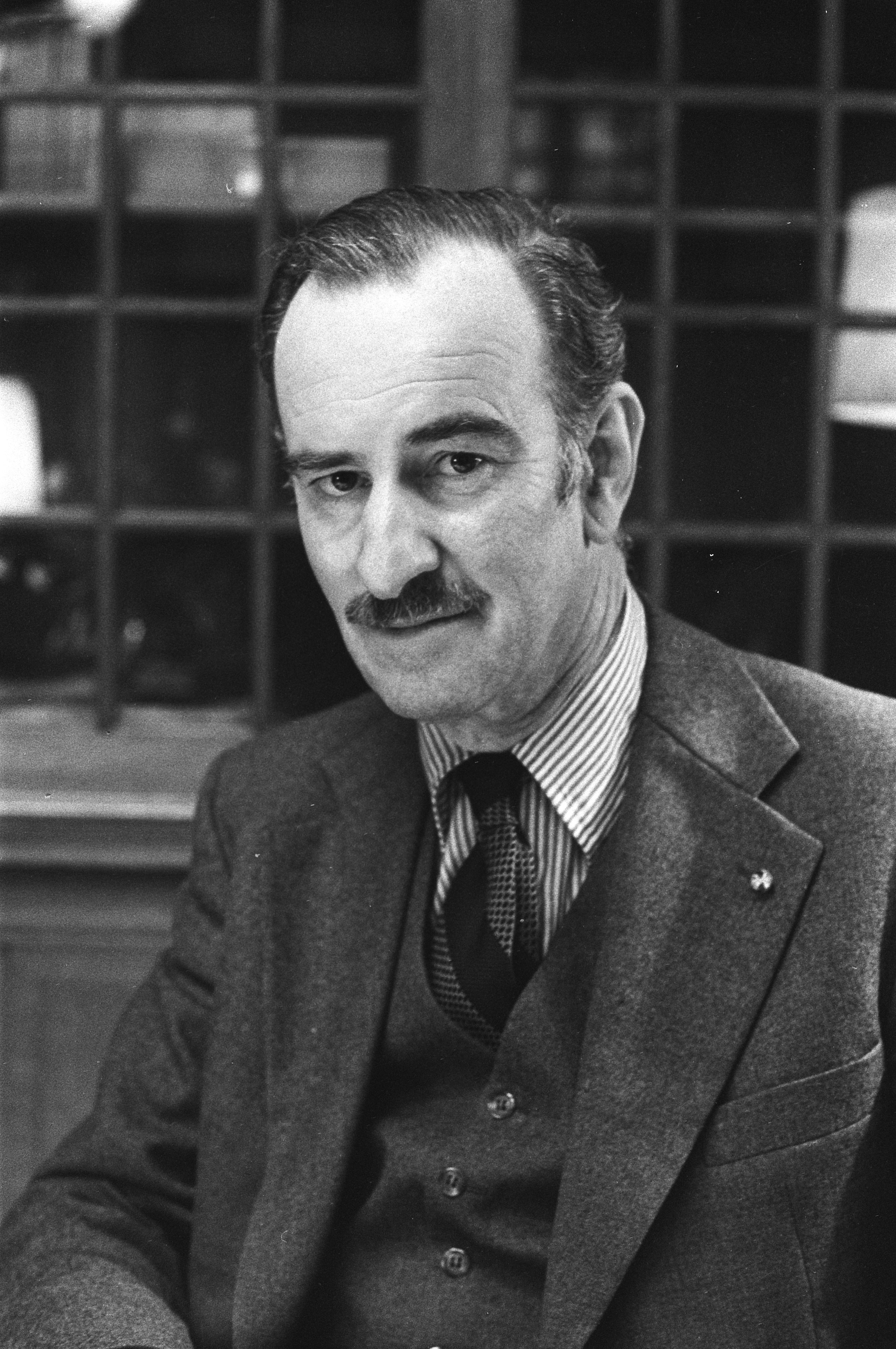
Chris van der Klaauw (1977)

Christoph Albert (Chris) van der Klaauw (* 13. August 1924 in Leiden; † 16. März 2005 in Den Haag) war ein niederländischer Diplomat und Politiker.

## Leben
Chris van der Klaauw studierte Geschichte an der Universität Leiden bis zum 25. April 1950. Von 1959 bis 1963 war er Ständiger Vertreter der Niederlande bei der NATO und der OECD in Paris, von 1970 bis zum 1. Januar 1975 stellvertretender Ständiger Vertreter bei den Vereinten Nationen in New York und vom 1. Januar 1975 bis Oktober 1977 Ständiger Vertreter bei den Vereinten Nationen in Genf. Von 1977 bis 1981 war er Außenminister in der Regierung des Ministerpräsidenten Dries van Agt. Er war ein Mitglied der liberalen Partei VVD.
Danach ging er wieder in den diplomatischen Dienst mit Stationen als Botschafter in Belgien von Januar 1982 bis zum 1. August 1986 und Botschafter in Portugal, vom 1. August 1986 bis zum 1. September 1989. Van der Klaauw war bekannt als ein freundlicher Mensch, aber er war kein geschickter Politiker, was er auch selbst zugab.